# 绥远道
绥远道，中华民国初期行政区划名。1914年7月置，治归绥县（今内蒙古自治区呼和浩特市）。属绥远特别区。辖归绥、萨拉齐、清水河、托克托、和林格尔、五原、武川、东胜等县。辖区约相当今内蒙古自治区乌拉特后旗、磴口、乌海、鄂托克旗、鄂托克前旗等市县旗以东，达尔罕茂明安联合旗、四子王旗、武川、呼和浩特、和林格尔、清水河等市县旗以西，以及宁夏回族自治区灵武市东北（不含该市），经陕西省北部，至山西省北部杀虎口段长城以北地区。1920年5月由五原、武川二县析置固阳设治局，1928年升县。1923年11月由萨拉齐、五原、东胜三县地析置包头设治局，1926年1月升县。1925年5月由五原、包头、固阳等地析置大佘太设治局。1925年6月由五原县析置临河设治局。1928年废。 